# París-Évreux
La París-Évreux es una carrera ciclista de un día francesa que se disputa entre París y Évreux, en la Eure. La carrera se creó el 1896 y se ha organizado anualmente con pequeñas interrupciones. Forma parte del calendario nacional de ciclismo.[cita requerida]

## Palmarés
| Año       | Vencedor                     | Segundo               | Tercero               |
| --------- | ---------------------------- | --------------------- | --------------------- |
| 1896      | Bertrand                     | Perrin                |                       |
| 1897      | Marcel Doré                  | Steines               |                       |
| 1898-1907 | no disputada                 |                       |                       |
| 1908      | Fernand Bonnet               | A. Thomann            | J. Champeaux          |
| 1909      | Victor Philippe              | G. Lorrain            | Gaston Degy           |
| 1910      | Georges Perrette             | Honoré Barthélémy     | Victor Philippe       |
| 1911      | no disputada                 |                       |                       |
| 1912      | René Vandenhove              | Auguste Sabatier      | Jean Carnet           |
| 1913      | René Vandenhove              | Charles Mantelet      | Pierre Vugé           |
| 1914      | Charles Mantelet             | Francis Pélissier     | Maurice Daum          |
| 1915      | no disputada                 |                       |                       |
| 1916      | Louis Ippia                  | Lucien Choury         | Jouanneau             |
| 1917      | Max Berry                    | Fourier               | Hoffbourg             |
| 1918      |                              |                       |                       |
| 1919      | Achille Souchard             |                       |                       |
| 1920      | Achille Souchard             | Georges Habert        | Marius Chocque        |
| 1921      | Robert Grassin               | Marcel Gobillot       | Gabriel Marcillac     |
| 1922      | Gabriel Marcillac            | Marcel Gobillot       | Roger Lacolle         |
| 1923      | Achille Souchard             | René Deguai           | Raymond Combescot     |
| 1924      | Alexis Blanc-Garin           | Georges Leblanc       | André Vugé            |
| 1925      | Pierre Magne                 | André Leducq          | Georges Wambst        |
| 1926      | Armand Blanchonnet           | Octave Dayen          | René Brossy           |
| 1927      | André Aumerle                | René Brossy           | Raymond Beyle         |
| 1928      | Jules Merviel                | Léon Bessières        | F. Lefèbvre           |
| 1929      | Robert Rigaux                | Paul Chocque          | André Aumerle         |
| 1930      | Paul Chocque                 | Aimé Trantoul         | Léon Le Calvez        |
| 1931      | Amédée Fournier              | René Le Grevès        | Robert Rigaux         |
| 1932      | Fernand Mithouard            | Étienne Parizet       | Raymond Horner        |
| 1933      | René Debenne                 | Georges Vey           | Jean Goujon           |
| 1934      | René Debenne                 | René Durin            | Louis Thiétard        |
| 1935      | Marco Cimatti                | Jean Goujon           | Gérard Virol          |
| 1936      | Robert Charpentier           | Gérard Virol          | Raymond Lemarié       |
| 1937      | Paul Couderc                 | Elia Frosio           | Bernard Voise         |
| 1938      | Domenico Pedrali             | Armand Le Moal        | Luigi D'Orlando       |
| 1939      | Robert Dorgebray             | Lionel Talle          | Pierre Chazaud        |
| 1940      | no disputada                 |                       |                       |
| 1941      | Georges Blum                 | Édouard Muller        | Kléber Piot           |
| 1942      | Raoul Chapuis                | Valère Ollivier       | Ange Le Strat         |
| 1943      | Jean Ferrand                 | Pierre Jodet          | Albert Dolhats        |
| 1944      | Roger Rioland                | André Mahé            | Jean Baldassari       |
| 1945      | Émile Carrara                | Maurice Diot          | José Beyaert          |
| 1946      | Marcel Charpentier           | Jean Trochet          | Paul Pothée           |
| 1947      | Roger Queugnet               | Jean Baldassari       | Pierre Coudert        |
| 1948      | Alain Moineau                | Charles Coste         | Jean Le Nizerhy       |
| 1949      | Serge Blusson                | Lucien Fixot          | René Rouffeteau       |
| 1950      | Louis Viola                  | Robert Varjano        | Armand Papazian       |
| 1951      | Stanislas Bober              | Henri Andrieux        | Roland Bezamat        |
| 1952      | Roland Bezamat               | Gilbert Saulière      | Jean Brevet           |
| 1953      | André Lemoine                | Jean Thaurin          | Marceau Coquerel      |
| 1954      | Pierre Brun                  | Simon Leborgne        | Goria                 |
| 1955      | Seamus Elliott               | Ronert Andry          | Roger Darrigade       |
| 1956      | Camille Le Menn              | Philippe Gaudrillet   | Maurice Moucheraud    |
| 1957      | José Manuel Ribeiro da Silva | Reynaud               | Guy Claud             |
| 1958      | André Retrain                | Michel Dilloard       | Vincent Jaouen        |
| 1959      | Michel Dilloard              | Claude Sauvage        | Chiapolini            |
| 1960      | Anselme Cosperec             | Jacques Rebiffe       | Pierre Robin          |
| 1961      | Pierre Suter                 | François Le Her       | Bernard Launois       |
| 1962      | Raymond Réaux                | Alain Vera            | Fernand Etter         |
| 1963      | Aimable Denhez               | Adriano Dal Sie       | Paul Lemétayer        |
| 1964      | Pierre Campagnaro            | Jean-Yves Roy         | L'Hostis              |
| 1965      | Jean-Yves Roy                | Kenneth Nuttal        | Gérard Demondt        |
| 1966      | Claude Guyot                 | Pierre Campagnaro     | Alain Escudier        |
| 1967      | Francis Ducreux              | Denis Van Gysel       | Christian Robini      |
| 1968      | Bernard Hulot                | Gérard Santi          | Gérard Briend         |
| 1969      | Daniel Ducreux               | Jean-Pierre Guitard   | Pierre Martelozzo     |
| 1970      | André Mollet                 | Claude Bossard        | Guy Castel            |
| 1971      | Claude Buchon                | Jean Patour           | Étienne Bouhiron      |
| 1972      | Jean-Pierre Guitard          | Bernard Bourreau      | Philippe Lebas        |
| 1973      | no disputada                 |                       |                       |
| 1974      | Bernard Vallet               | Jacky Barteau         | Gérard Naddéo         |
| 1975      | Rachel Dard                  | Gérard Simonnot       | Serge Plaut           |
| 1976      | Christian Schoumaker         | Grégoire Ruir de Léon | Jean Toso             |
| 1977      | Patrick Friou                | Dino Bertolo          | Jonathan Boyer        |
| 1978      | Graham Jones                 | Sylvain Desfeux       | Marc Merdy            |
| 1979      | Robert Millar                | Pierre Le Bigaut      | Gilles Georges        |
| 1980      | Albert Penant                | Michel Duffour        | Loubé Blagojevic      |
| 1981      | no disputada                 |                       |                       |
| 1982      | Stéphane Guay                | Yves Beau             | Charly Mottet         |
| 1983      | Yves Beau                    | Stéphane Guay         | Thierry Casas         |
| 1984      | Philippe Bouvatier           | Gérard Mercadié       | Stéphane Guay         |
| 1985      | Antoine Pétrel               | Jean-Louis Peillon    | Michel Friedman       |
| 1986      | Kari Myyryläinen             | Vincent Thorey        | Bertrand Zielonka     |
| 1987      | Claude Carlin                | Mario Vérardo         | Bruno Bonnet          |
| 1988      | Didier Virvaleix             | André Urbanek         | Didier Faivre-Pierret |
| 1989      | no disputada                 |                       |                       |
| 1990      | Jean-Christophe Currit       | Olaf Lurvik           | Olivier Peyrieras     |
| 1991      | Michael Andersson            | Trand Karlsen         | Pascal Deramé         |
| 1992      | Carlo Meneghetti             | Bo André Namtvedt     | Jean-François Laffilé |
| 1993-1995 | no disputada                 |                       |                       |
| 1996      | Romāns Vainšteins            | David Millar          | Franck Perque         |
| 1997      | no disputada                 |                       |                       |
| 1998      | Cédric Dedoncker             | Sébastien Foure       | Mickaël Leveau        |
| 1999      | Artūras Trumpauskas          | Carlo Meneghetti      | Alexandre Chouffe     |
| 2000      | Éric Duteil                  | Niels Brouzes         | Éric Leblacher        |
| 2001      | Mickaël Leveau               | Nicolas Meret         | Gabriel Rasch         |
| 2002      | Nicolas Méret                | Samuel Plouhinec      | Alexandre Sabalin     |
| 2003      | no disputada                 |                       |                       |
| 2004      | Graham Briggs                | Frédéric Simon        | David Drieux          |
| 2005      | no disputada[cita requerida] |                       |                       |
| 2006      | Mickaël Leveau               | Jérémie Galland       | Vincent Cantero       |
| 2007      | Jérémie Galland              | Mathieu Drujon        | Renaud Pioline        |
| 2008      | no disputada[cita requerida] |                       |                       |
| 2009      | Matthieu Converset           | Gaylord Cumont        | Benoît Drujon         |
| 2010      | Tomasz Olejnik               | Alexandre Lemair      | Tony Cavet            |
| 2011-2012 | no disputada[cita requerida] |                       |                       |
| 2013      | Samuel Plouhinec             | Jeroen Hoorne         | Jimmy Turgis          |
| 2014      | Jérémy Leveau                | Flavien Maurelet      | Mickael Olejnik       |